# Isospin debole
L'isospin debole è il correlativo dell'isospin applicato all'interazione debole. Ha generalmente come simbolo T oppure IW.
Così come l'isospin crea multipletti adronici le cui particelle sono indistinguibili dal punto di vista dell'interazione forte, tutti i fermioni elementari (compresi i leptoni, per i quali, non risentendo dell'interazione forte, non è definito l'isospin) possiedono un isospin debole, potendo essere raggruppati in multipletti che si comportano allo stesso modo sotto azione dell'interazione debole. Per esempio il decadimento di un quark di tipo up (u, c, t) dà sempre origine ad un quark di tipo down (d, s, b) e viceversa. D'altra parte un quark non decade mai in un altro dello stesso tipo. Talvolta qualcosa di simile capita coi leptoni, che vengono suddivisi in due gruppi: leptoni carichi e neutrini.
Vale anche la legge di conservazione dell'isospin debole: tutte le interazioni deboli devono conservare l'isospin debole.

## Relazione con la chiralità
I fermioni fondamentali con chiralità negativa o sinistrorsa, possono essere raggruppati in coppie di particelle che si comportano allo stesso modo sotto interazione debole e differiscono da altre coppie per le loro masse (cioè appartengono a differenti generazioni di materia). Ciò significa che tutti i fermioni fondamentali (in pratica tutti i fermioni), hanno isospin debole T = 1/2. 
Come nel caso dell'isospin, i membri di coppie uguali vengono distinti in base alla terza componente di isospin debole (Tz). I fermioni tipo "u" (quark u, c, t e i neutrini) hanno Tz = +1/2, mentre i fermioni tipo "d" (quark d, s, b e i leptoni carichi) hanno Tz = −1/2. 
I Fermioni con chiralità positiva o destrorsa hanno T = 0 e formano singoletti che non sono soggetti all'interazione debole.
La carica elettrica Q è correlata con l'isospin debole T3 e con l'ipercarica debole YW dalla relazione:
{\displaystyle Q=T_{3}+{\frac {Y_{\mathrm {W} }}{2}}.}

## Isospin debole e bosoni W
La simmetria associata allo spin è SU(2). Ciò richiede che i bosoni di gauge si trasformino attraverso cariche di isospin debole: i bosoni W+, W− e W0. Questo comporta che i bosoni W hanno un T = 1, con tre differenti valori di Tz.
- Il bosone W+ (Tz = +1) regola le transizioni {(Tz = +½) → (Tz = −½)}.
- Il bosone W− (Tz = −1) viene emesso nelle transizioni {(Tz = −½) → (Tz = +½)}.
- Il bosone di gauge W0 (Tz = 0) regola le reazioni dove Tz (in nessuna delle due cariche) non cambia. (Comunque il bosone W0 si mescola con il bosone di gauge elettromagnetico B, così invece di un bosone  W0 si ha un bosone Z e invece di un  B si osserva un γ).